# Gracixalus supercornutus
Gracixalus supercornutus é uma espécie de anfíbio da família Rhacophoridae.
Pode ser encontrada nos seguintes países: Vietname e possivelmente em Laos.
Os seus habitats naturais são: regiões subtropicais ou tropicais húmidas de alta altitude e rios.